# Quintus Antonius Merenda
Pour les articles homonymes, voir Antonii.
Quintus Antonius Merenda est un homme politique de la République romaine, tribun consulaire en 422 av. J.-C.

## Famille
Il est membre des Antonii Merendae, branche plébéienne de la gens Antonia. Il est le fils du décemvir Titus Antonius Merenda.

## Biographie

### Tribunat consulaire (422)
Il est élu tribun militaire à pouvoir consulaire avec Lucius Papirius Mugillanus et Lucius Manlius Capitolinus pour l'année 422 av. J.-C.. Au cours de leur mandat, le tribun de la plèbe Lucius Hortensius poursuit Caius Sempronius Atratinus, consul l'année précédente, en raison de son attitude lors de sa campagne contre les Volsques. Quatre autres tribuns de la plèbe, d'anciens lieutenants d'Atratinus, sont élus et prennent sa défense, obligeant Lucius Hortensius à abandonner les poursuites,.